# 内唐駅
内唐駅（ネダンえき）は、大韓民国大邱広域市西区にある大邱交通公社2号線の駅である。駅番号は(227)。

## 駅構造
- 島式ホーム1面2線の地下駅。

## 駅周辺
- ホームプラス内唐店
- 大邱頭流初等学校
- 内唐1洞郵便局
- 国民銀行内唐支店
- ウリィ銀行内唐支店
- 農協頭流支店
- 大成セマウル金庫
- 頭流派出所
- 三益信協
- Eワールド
- 大邱内西初等学校
- 大邱銀行内唐駅支店

## 歴史
- 2005年10月18日 - 内唐駅として開業。

## 利用状況
| 路線   | 利用人数 | 利用人数 | 利用人数 | 利用人数 | 利用人数 | 利用人数 | 利用人数 | 利用人数 | 利用人数 | 利用人数 |
| 路線   | 2005年   | 2006年   | 2007年   | 2008年   | 2009年   | 2010年   | 2011年   | 2012年   | 2013年   | 2014年   |
| ------ | -------- | -------- | -------- | -------- | -------- | -------- | -------- | -------- | -------- | -------- |
| ●2号線 | 2977人   | 3894人   | 3925人   | 4009人   | 4255人   | 4450人   | 4561人   | 4703人   | 4801人   | 4706人   |

## 隣の駅
大邱交通公社
●2号線
頭流駅 (226) - 内唐駅 (227) - パンゴゲ駅(228)